# Guillem IV d'Angulema
Guillem IV Tallaferro (francès Guillaume Taillefer; llatí Guillermus, dictus Sector-ferri; + 1120 a Deutz), fou un comte d'Angulema de la casa dels Tallaferro. Era fill del comte Folc d'Angulema (Folc Tallaferro) i Condoha d'Eu (filla del comte Robert d'Eu). Segons algunes crònique estava dotat d¡'una força poc comuna.
Les seves primeres lluites foren contra Alduí de Barbezieux, Aymar d'Archiac i Bardon de Cognac. Va tornar victoriós de diverses expedicions. En el conflicte amb el comte Bosó III de la Marca, aquest va atacar el seu castell de Cofolents el 1091, però fou assassinat. Guillem es va enfortir a la Marca llemosina recolzant allí a Odo I de la Marca contra la germana del comte mort. Això va portar tanmateix a un conflicte amb Hug VI de Lusignan que reclamava l'herència de la Marca. Guillem va poder rebutjar un atac dels Lusignan sobre l'abadia de Charroux on va derrotar completament als Lusignan i va obligar a Hug VI a reconèixer la seva supremacia.
Al final de la seva vida va anar en pelegrinatge a Terra Santa. A la tornada va caure malalt i va morir quan era a Alemanya, morint a l'abadia de Deutz, prop de Colònia on fou enterrat.

## Matrimoni i fills
En primeres noces es va casar amb Vitapoi, filla d'Amanieu, senyor de Bénauges i de Saint-Macaire, en Gascunya. Van tenir quatre fills:
- Vulgrí II d'Angulema, que el va succeir com a comte
- Ramon, que va rebre el vescomtat de Fronsac.
- Folc, que va rebre la senyoria de Montausier i fou el tronc de la casa senyorial de Montausier. Hi hauria hagut diverses famílies de Montausier, perquè el 1214 es va signar un acord entre el senyor de Barbezieux i Olivier de Chalais que preveia el matrimoni de l'hereva de Montausier i del germà del senyor de Barbezieux. Itier de Barbezieux va fer homenatge el 1229 à Hug X de Lusignan, comte de la Marca i d'Angulema, i a la seva muller Isabel d'Angulema; no obstant aquesta branca dels Barbezieux hauria recuperat el nom Montausier, doncs se sap que entre 1320 i 1330, Margarida de Montausier, filla i hereva del baró Folcald de Montausier i de Peronel·la de Mosnac senyora de Janzac (a Santonya) i de Chaux i Mosnac, va aportar el domini a la família de Saint-Maure.
- Graula, dita d'Angulema, casada amb Aimard III, vescomte de Llemotges.

## Biografia
- Sidney Painter: The Lords of Lusignan in the Eleventh and Twelfth Centuries, a: Speculum Vol. 32 (1957), pàg. 37